# توني كان
توني كان (بالإنجليزية: Tony Kane)‏ (29 أغسطس 1987 ببلفاست في المملكة المتحدة - ) هو لاعب كرة قدم بريطاني في مركز الدفاع. شارك مع منتخب أيرلندا الشمالية تحت 21 سنة لكرة القدم ومنتخب جمهورية أيرلندا تحت 21 سنة لكرة القدم. أما مع النوادي، فقد لعب مع بلاكبيرن روفرز وستوكبورت كونتي وسيركل بروج ونادي كارلايل يونايتد ونادي كليفتونفيل ونادي بيليمينا يونايتد ودارلينجتون إف سى.

## وصلات خارجية
- توني كان على موقع قاعدة بيانات كرة القدم.إي يو (الإنجليزية)
- توني كان على موقع Soccerbase.com (لاعب) (الإنجليزية)
- توني كان على موقع Soccerway.com (الإنجليزية)